# 石立太一
石立 太一（いしだて たいち、1979年12月20日 - ）は、日本の男性アニメーター、アニメーション演出家、アニメーション監督。京都アニメーション取締役。

## 来歴
京都アニメーションに入社後、2003年『キディ・グレイド』の第17話「Phantasm/Reborn -新生-」にて初原画。その後、2005年『フルメタル・パニック! The Second Raid』の第8話「ジャングル・グルーブ」にて演出デビューを果たす。
2006年以降は『涼宮ハルヒの憂鬱』や『らき☆すた』、『CLANNAD -クラナド-』や『けいおん!』の各話絵コンテ・演出を担当。その後、2011年『日常』にて副監督を務め、2013年には『境界の彼方』で初監督を手がけた。
2018年には『ヴァイオレット・エヴァーガーデン』にて2度目の監督を務める。
京都アニメーションプロ養成塾・アニメーター科の講師も務めるなど、若手の育成にも携わっている。

## 参加作品

### テレビアニメ
2003年
- キディ・グレイド（原画）
- 犬夜叉（-2004年、原画）
- フルメタル・パニック? ふもっふ（原画）

2005年
- AIR（原画・ED原画）
- フルメタル・パニック! The Second Raid（演出・演出助手・原画）

2006年
- 涼宮ハルヒの憂鬱（絵コンテ・演出・原画・ED原画）
- Kanon（-2007年、絵コンテ・演出）

2007年
- らき☆すた（絵コンテ・演出・原画）
- CLANNAD -クラナド-（-2008年、絵コンテ・演出・原画）

2008年
- CLANNAD 〜AFTER STORY〜（絵コンテ・演出・演出補佐・原画）

2009年
- けいおん!（絵コンテ・演出・原画・ED原画）
- 涼宮ハルヒの憂鬱（絵コンテ・演出）

2010年
- けいおん!!（絵コンテ・演出・原画・ED原画）

2011年
- 日常（副監督・脚本・絵コンテ・演出・ED絵コンテ/演出）

2012年
- 氷菓（絵コンテ・演出・原画・OP原画）
- 中二病でも恋がしたい!（絵コンテ・演出・OP原画）

2013年
- たまこまーけっと（演出・原画・OP原画）
- Free!（OPED演出補佐）
- 境界の彼方（監督・絵コンテ・演出・原画・OP絵コンテ/演出/原画・ED絵コンテ/演出）

2014年
- 中二病でも恋がしたい!戀（絵コンテ・原画）
- Free! Eternal Summer（原画・OP原画）
- 甘城ブリリアントパーク（原画・OP原画）

2015年
- 響け!ユーフォニアム（原画）

2016年
- 無彩限のファントム・ワールド（絵コンテ・演出）
- 響け!ユーフォニアム2（絵コンテ・演出）

2017年
- 小林さんちのメイドラゴン（絵コンテ）

2018年
- ヴァイオレット・エヴァーガーデン（監督・絵コンテ・演出・OP絵コンテ/演出/原画）
- Free!-Dive to the Future-（絵コンテ・演出）
- ツルネ -風舞高校弓道部-（-2019年、絵コンテ）

2021年
- 小林さんちのメイドラゴンS（原画・OP原画）

2024年
- 響け！ユーフォニアム3（絵コンテ・演出）

2025年
- CITY THE ANIMATION（監督・シナリオ監修・絵コンテ・演出・OP絵コンテ/演出/原画・ED監修）

### 劇場アニメ
2009年
- ムント天上人とアクト人最後の戦い（原画）

2010年
- 涼宮ハルヒの消失（原画）

2011年
- 映画けいおん!（原画）

2014年
- たまこラブストーリー（原画）

2015年
- 劇場版 境界の彼方 -I’LL BE HERE-（監督・絵コンテ・演出・原画・TVシリーズ絵コンテ/演出）
- 映画 ハイ☆スピード！-Free! Starting Days-（絵コンテ・演出）

2016年
- 劇場版 響け!ユーフォニアム〜北宇治高校吹奏楽部へようこそ〜（原画）
- 映画 聲の形（演出・原画チーフ・原画）

2018年
- リズと青い鳥（製作委員会プロデューサー）

2019年
- ヴァイオレット・エヴァーガーデン 外伝 -永遠と自動手記人形-（監修）

2020年
- 劇場版 ヴァイオレット・エヴァーガーデン（監督・絵コンテ・演出）

### OVA
2003年
- MUNTO（原画）

2005年
- MUNTO 時の壁を越えて（原画）

2011年
- 日常の0話（副監督）

### その他
2011年
- 京都アニメーションCF「あじさい編」（原画）
- 京都アニメーションCF「星編」（絵コンテ・演出）

2012年
- 京都アニメーションCF「メガネ編」（絵コンテ・演出）

2013年
- 京都アニメーションCF「水泳編」（原画）